# Casa de Pilatos

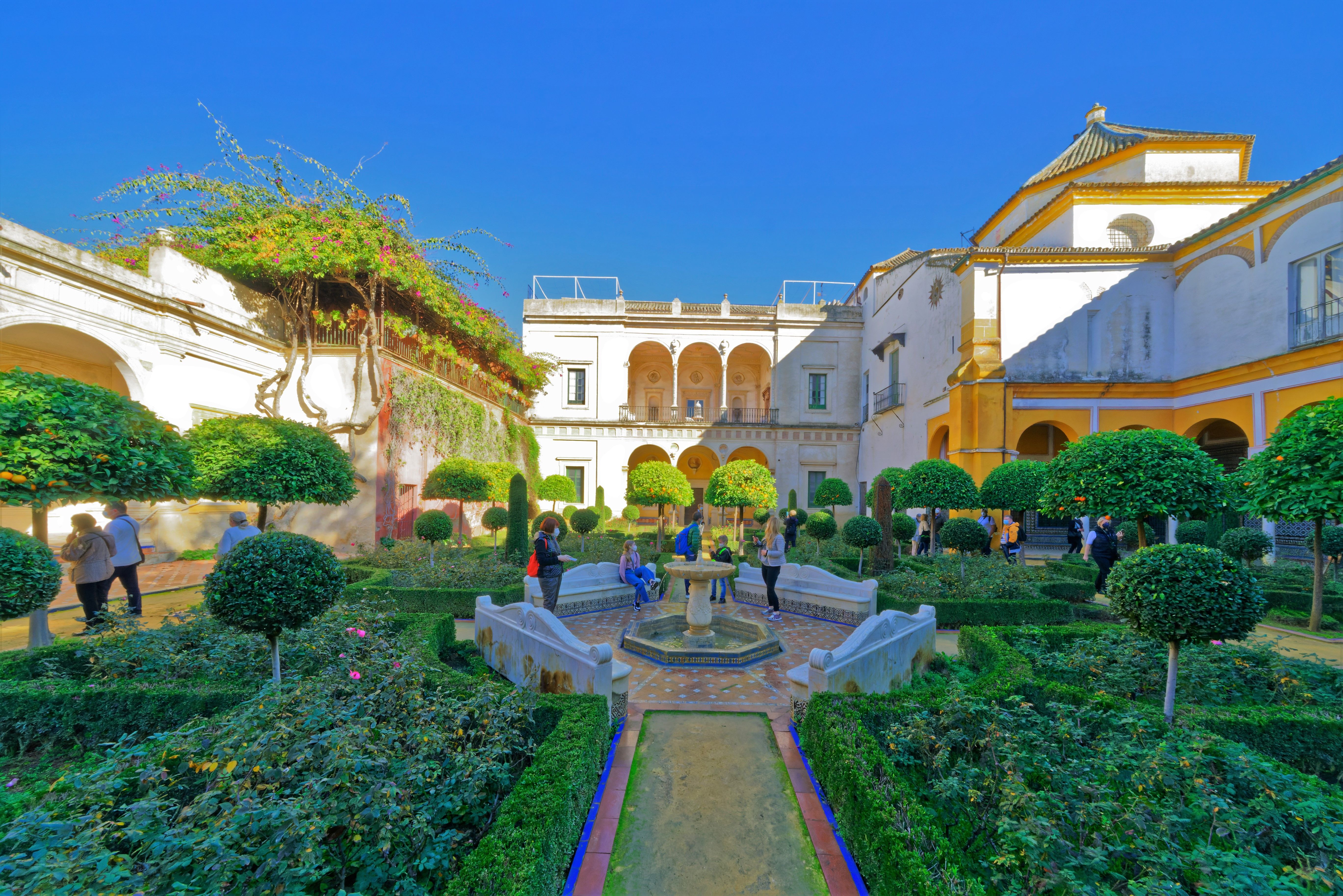
Casa de Pilatos

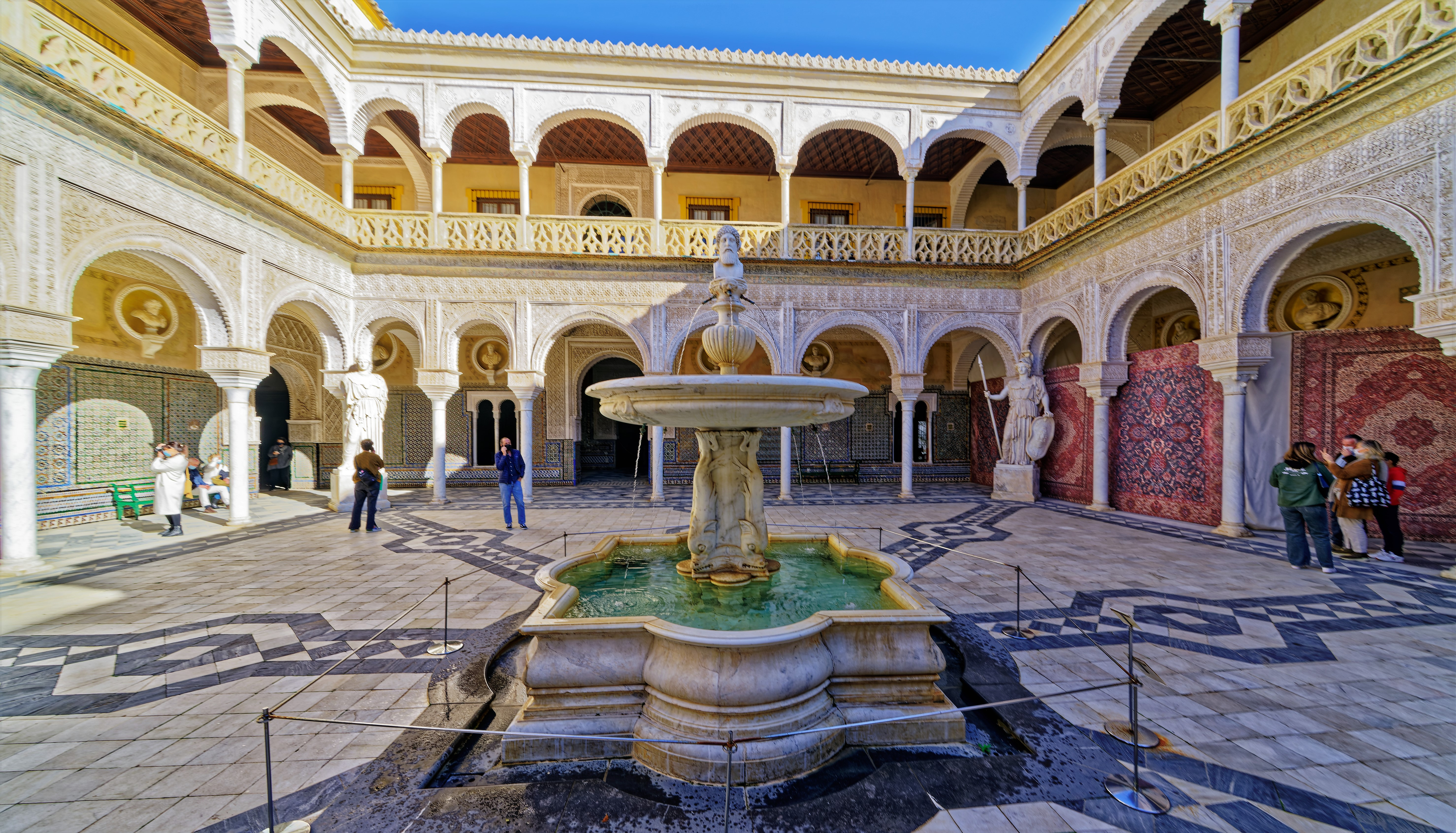
Innenhof

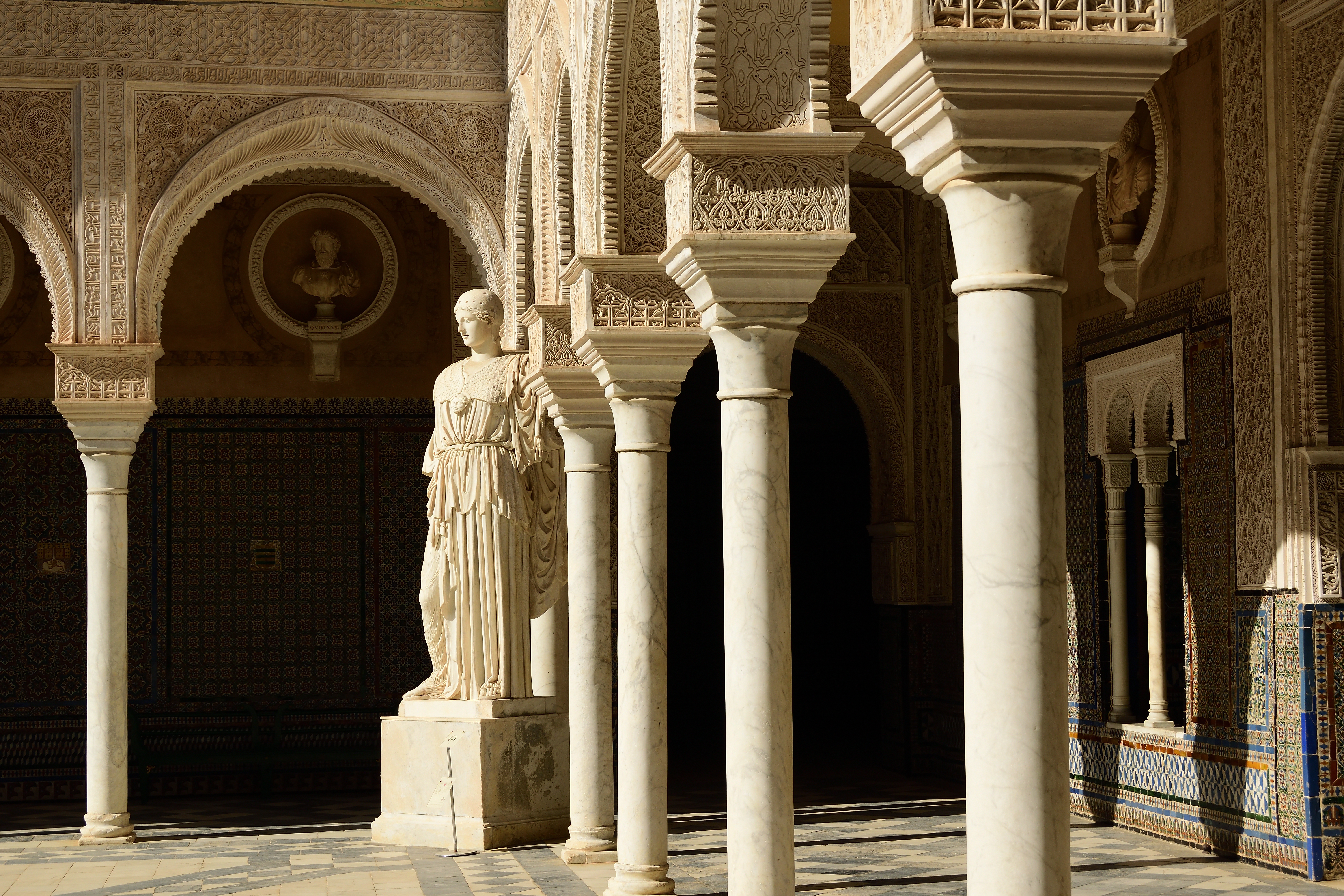
Pallas Pacifera im Innenhof

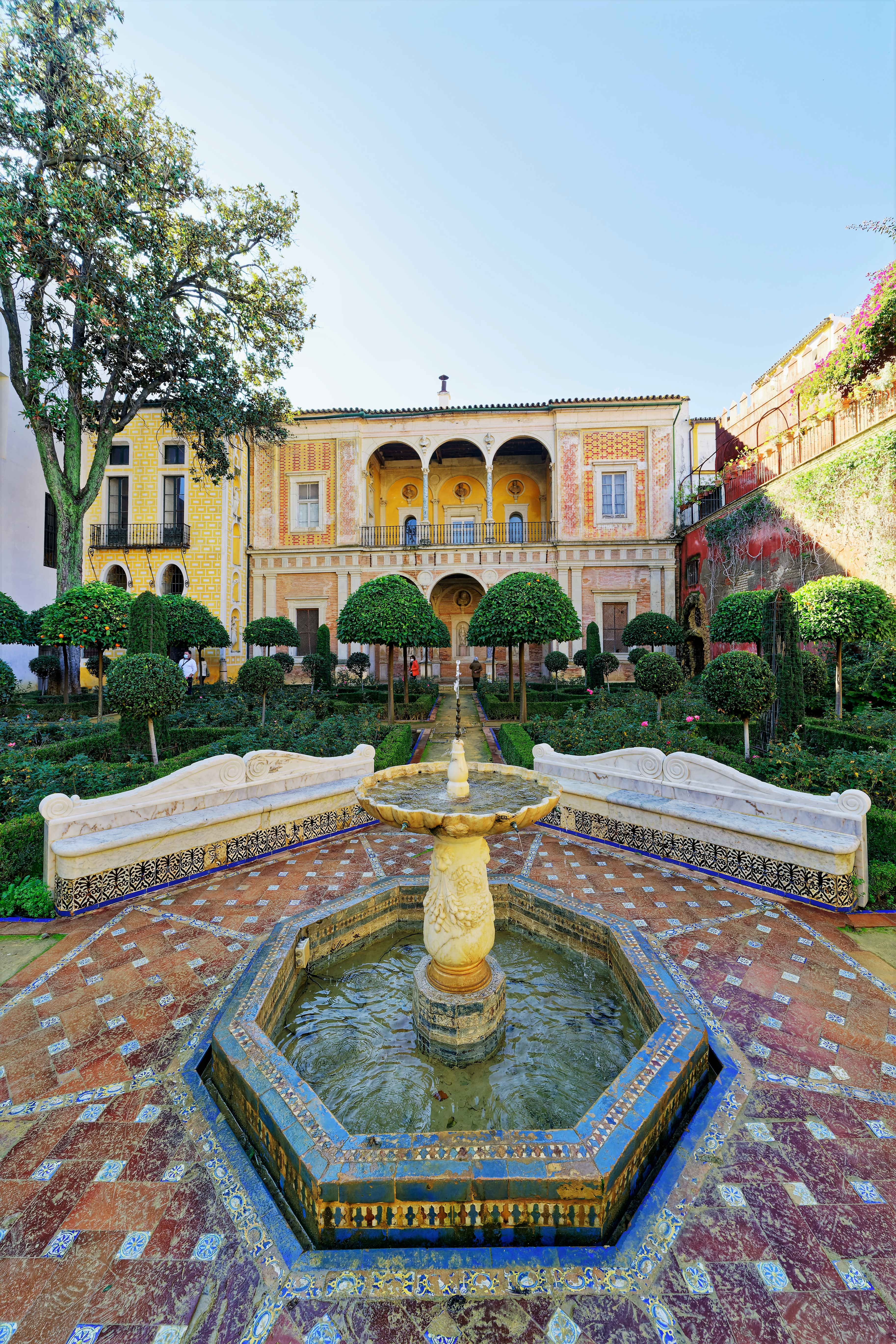
Gärten

Die Casa de Pilatos (deutsch Pilatushaus) ist ein Stadtpalais in Sevilla (Spanien), der in seiner heutigen Form aus dem frühen 16. Jahrhundert stammt. Der Prototyp eines andalusischen Adelspalastes ist ein Konglomerat aus italienischem Renaissance- und mehrheitlich spanischem Mudéjar-Stil.

## Geschichte und Verwendung
Der erste Marqués de Tarifa ließ den Palast nach einer Reise nach Jerusalem umbauen. Seitdem heißt der Bau im Volksmund „Haus des Pilatus“. Bei seiner Rückreise aus dem Heiligen Land kaufte der Marqués in Italien Säulen und Brunnen aus Carrara-Marmor für den Palast. Heute ist er Museum und Residenz der Herzöge von Medinaceli. Er beherbergt u. a. Gemälde, Tapisserien, Porzellan, Möbel und römische Antiquitäten. Das Casa de Pilatos in Sevilla gehört neben dem Alcázar (Stadtpalast) zu den beliebtesten Sehenswürdigkeiten. Die Casa de Pilatos besteht aus mehreren Flügeln, Innenhöfen und Gärten.

## Patio Grande
Zum Hauptpatio gehört ein Säulengang mit filigranem Stuckwerk und Azulejos aus dem 16. Jahrhundert. In der Mitte des Hauptpatios steht ein Brunnen. In den Ecken stehen vier große Statuen griechischer Göttinnen, die der Herzog von Alcala de los Gazules, ein Erbe des Marqués de Tarifa aus Italien heranschaffen ließ. Zwei der Statuen sind antike Nachbildungen der Athena Medici. Eine der Figuren trägt den Namen Pallas Pacifera. Der 2,85 m hohen Statue fehlen beide Arme mit ihren Attributen sowie Teile des attischen Helms. Hinzu kommen einige Zehen des rechten Fußes und der Nase sowie beide Augäpfel. Der zur Statue gehörende Kopf wurde in drei Teile gespalten und restauriert und auf den Rumpf gesetzt. Die Pallas Pacifera aus dem Hause Pilatus ist das einzige Exemplar vom Medici-Typ, das zusammen mit ihrem Kopf erhalten ist. In der östlichen Ecke befindet sich eine Statue der Athene mit dem schlichten Namen Pallas. Nur der Rumpf ist antik; der Hals mit dem Kopf und dem Helm, beide Arme mit Schild und Speer und beide Füße wurden wiederhergestellt. Da es unwahrscheinlich ist, dass die Statue in unvollständigem Zustand, als Torso, in der Casa de Pilatos aufgestellt wurde, bedeutet dies, dass die Pallas spätestens 1571 restauriert worden sein muss.

## Rundgang durch die Casa de Pilatos

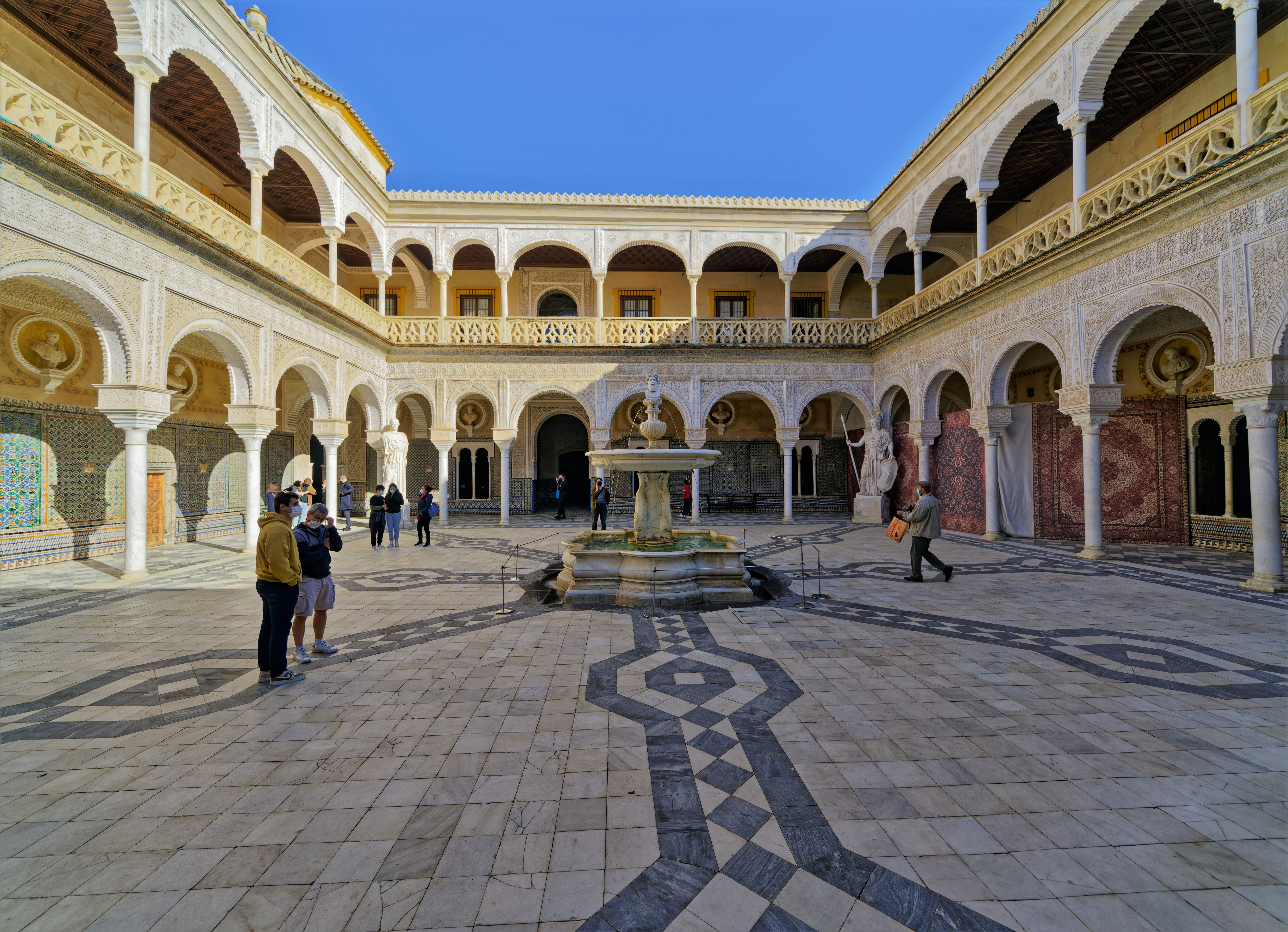
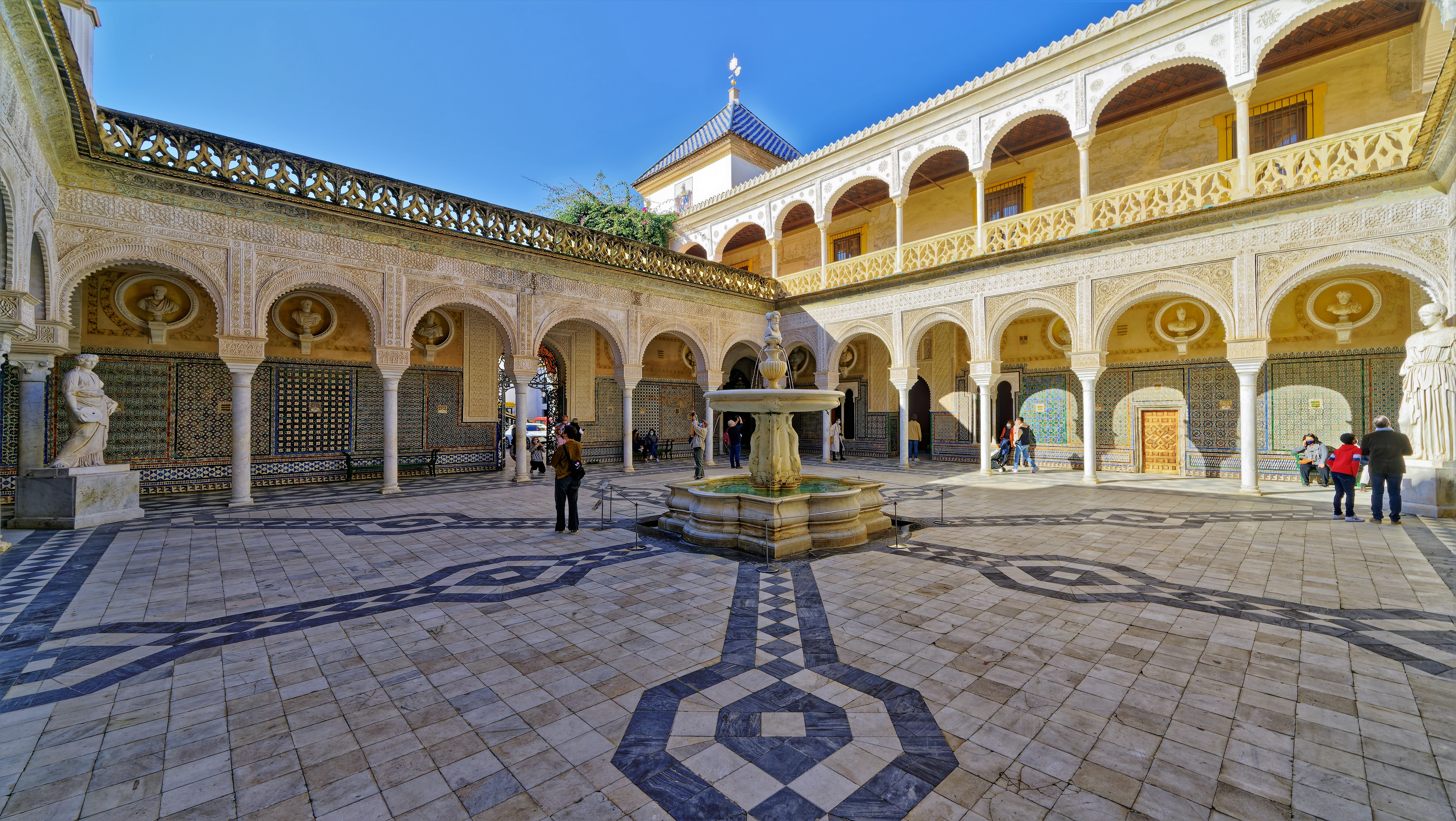
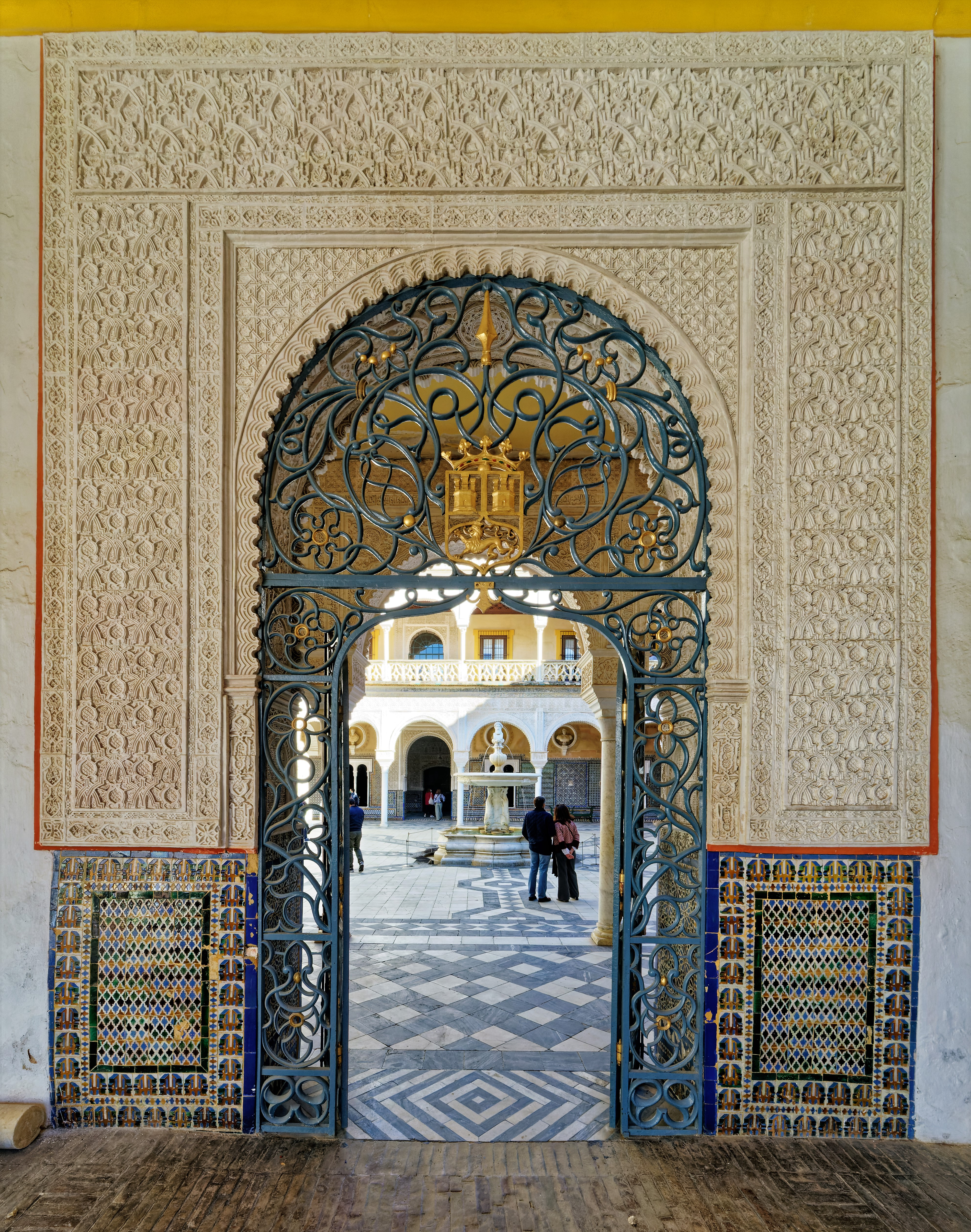
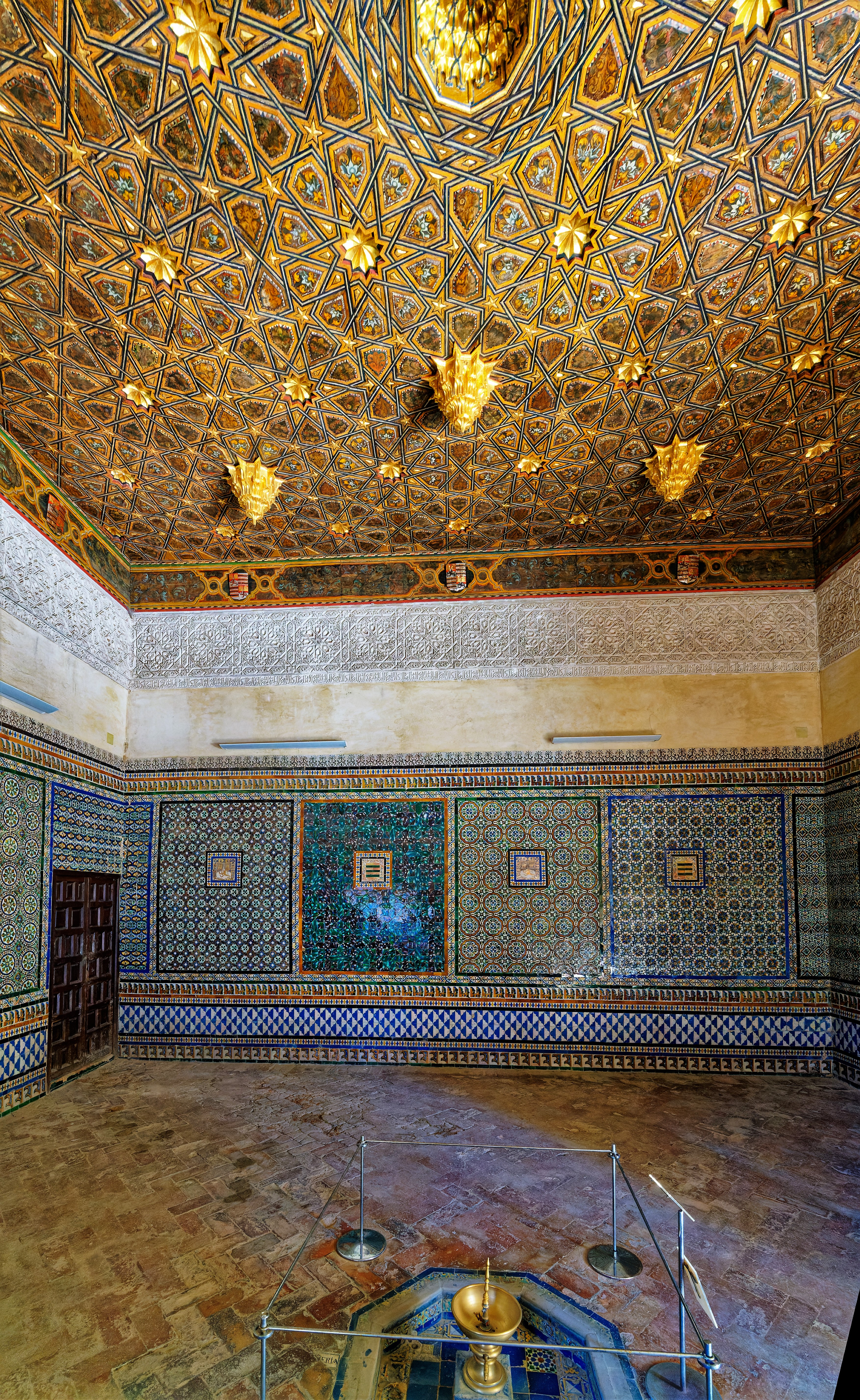
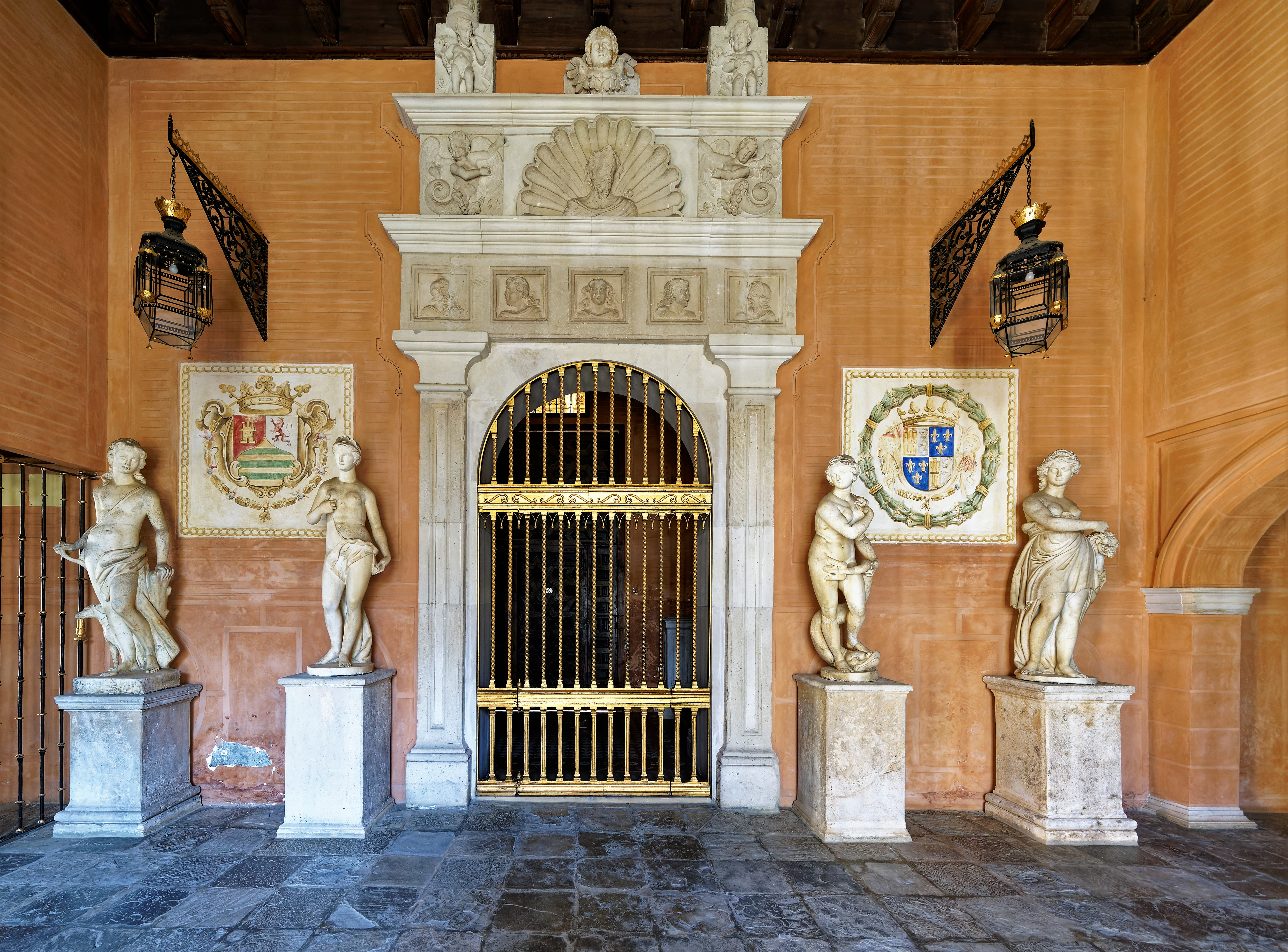
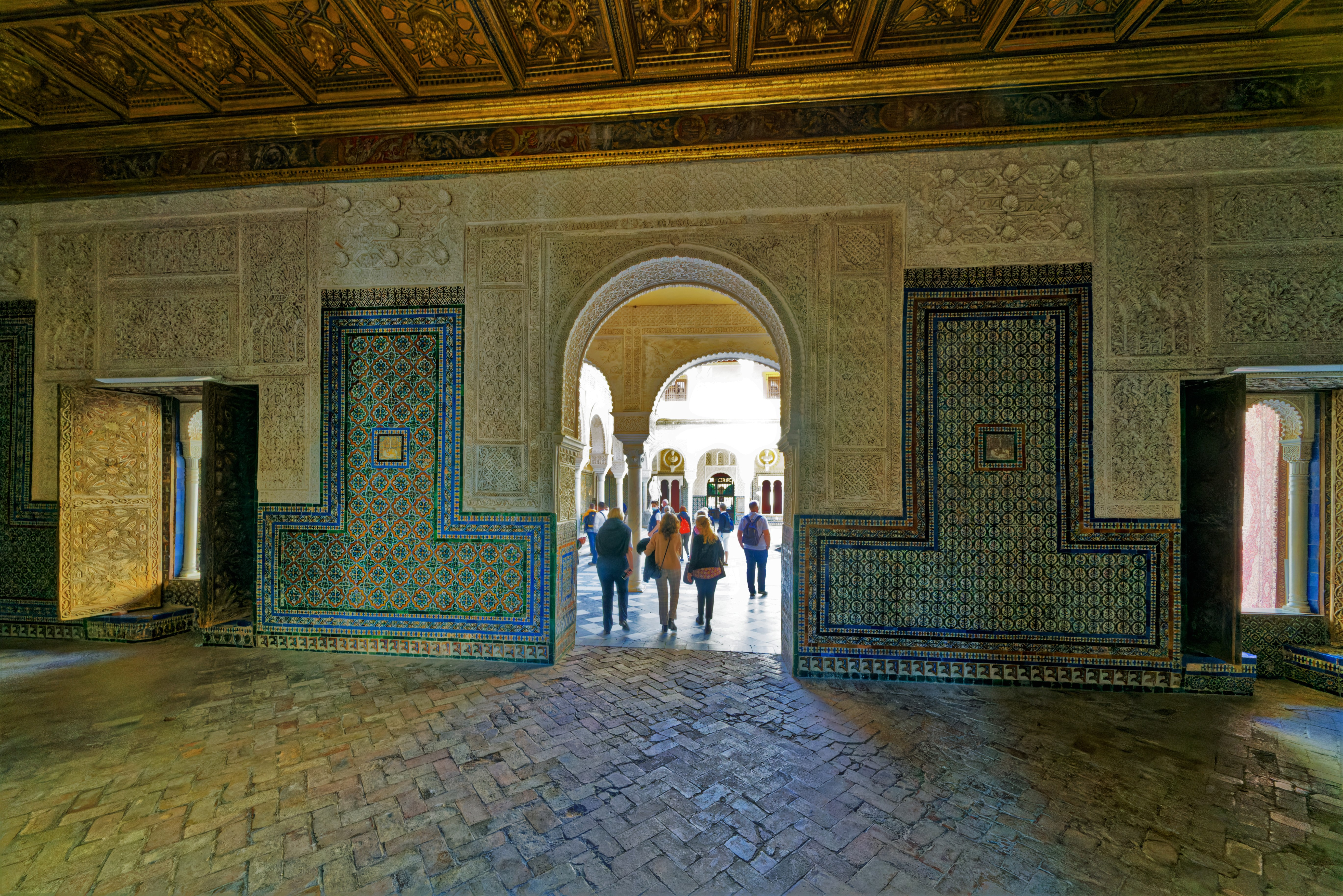

## Trivia
Im Juli 1999 war der Innenhof in einer Szene aus dem Film Mission: Impossible II zu sehen, wo die Flamenco-Tänzerin Sara Baras auftrat. Teile des Films Knight and Day spielen zudem in der Villa. Vor diesem Zeitpunkt gab es bereits im Jahr 1962 Filmszenen aus dem Inneren des Gebäudes in Lawrence von Arabien und Königreich der Himmel (2005).